# Eric Voegelin
Eric Voegelin (ur. 3 stycznia 1901 w Kolonii, zm. 19 stycznia 1985 w Stanfordzie) – urodzony w Niemczech filozof austriacko-amerykański.

## Życiorys
Studiował na Uniwersytecie Wiedeńskim, gdzie uzyskał doktorat pod kierunkiem Hansa Kelsena. W 1938 po anschlussie Austrii wyemigrował na krótko do Anglii, a później do Stanów Zjednoczonych. Wydarzenia te odcisnęły niezatarte piętno na jego myśli. Większą część swojej kariery akademickiej spędził na mało znanym uniwersytecie stanowym w Baton Rouge: Louisiana State University. W 1944 Voegelin przyjął obywatelstwo amerykańskie.
W 1958 na krótko wrócił do Niemiec, na Uniwersytet Ludwika i Maksymiliana w Monachium, gdzie jednak jego prace nie spotkały się z oczekiwanym odzewem. Po przejściu na emeryturę i ponownej emigracji w 1968 do końca życia wykładał w Hoover Institution on War, Revolution and Peace w Stanfordzie w Kalifornii. 

## Analiza dorobku
Za życia stosunkowo mało znane, popularność jego dzieła zaczęły zyskiwać dopiero po śmierci. Prace Voegelina oscylują wokół filozofii polityki, historii, cywilizacji i religii.
Szczególnie znane są jego nowatorskie interpretacje Platona, rozróżnienie reprezentacji elementarnej i egzystencjalnej w porządku politycznym, koncepcja skoku bytowego (leap in being) w historii ludzkości, radykalna krytyka nowożytności, oryginalne koncepcje gnozy politycznej oraz niedokończone, monumentalne badania różnych cywilizacji. Jedną z jego koncepcji było również nazwanie systemów autorytarnych i totalitarnych (marksizmu, faszyzmu i podobnych) „religią polityczną”, gdyż według niego zaspokajały one potrzeby religijne w nowoczesnych społeczeństwach (przejawiające się na przykład kultem jednostki).

## Najważniejsze prace
- Über die Form des amerikanischen Geistes, 1928
- Rasse und Staat, 1933
- Der autoritäre Staat, 1936
- The New Science of Politics: An Introduction, 1952 (wyd. pol. Nowa nauka polityki, 1992)
- Israel and Revelation. Vol. I of Order and History, 1956 (wyd. pol. Izrael i Objawienie, 2015)
- The World of the Polis. Vol. II of Order and History, 1957 (wyd. pol. Świat Polis, 2014)
- Plato and Aristotle. Vol. III of Order and History, 1957 (wyd. pol. Platon, 2009 oraz Arystoteles, 2011)
- Wissenschaft, Politik und Gnosis, 1959
- Anamnesis. Zur Theorie der Geschichte und Politik, 1966
- The Ecumenic Age. Vol. IV of Order and History, 1974 (wyd. pol. Epoka ekumeniczna, 2017)
- From Enlightenment to Revolution, 1975 (wyd. pol. Od Oświecenia do rewolucji, 2011)
- In Search of Order. Vol. V of Order and History, 1987
- Das Volk Gottes. Sektenbewegungen und der Geist der Moderne, 1994 (wyd. pol. Lud Boży, przeł. M. Umińska, Ośrodek Myśli Politycznej i Wyd. Znak, 1994)
- History of Political Ideas, vol. I–VIII, 1997–1999